# Victorio Manuel Bonamín
Victorio Manuel Bonamín SDB (* 19. Oktober 1909 in Rosario; † 11. November 1991) war ein argentinischer Ordensgeistlicher und römisch-katholischer Weihbischof im argentinischen Militärordinariat.

## Leben
Victorio Manuel Bonamín trat der Ordensgemeinschaft der Salesianer Don Boscos bei und empfing am 7. Juli 1935 das Sakrament der Priesterweihe.
Am 27. Januar 1960 ernannte ihn Papst Johannes XXIII. zum Titularbischof von Bita sowie zum Weihbischof in Buenos Aires und im argentinischen Militärordinariat. Der Erzbischof von Buenos Aires, Antonio Kardinal Caggiano, spendete ihm am 20. März desselben Jahres die Bischofsweihe; Mitkonsekratoren waren der Erzbischof von Salta, Roberto José Tavella SDB, und der Bischof von Morón, Miguel Raspanti SDB.
Bonamín nahm an der zweiten und vierten Sitzungsperiode des Zweiten Vatikanischen Konzils teil. Am 22. April 1975 trat Victorio Manuel Bonamín als Weihbischof in Buenos Aires zurück und am 30. März 1982 als Weihbischof im argentinischen Militärordinariat.